# Patrice Moret

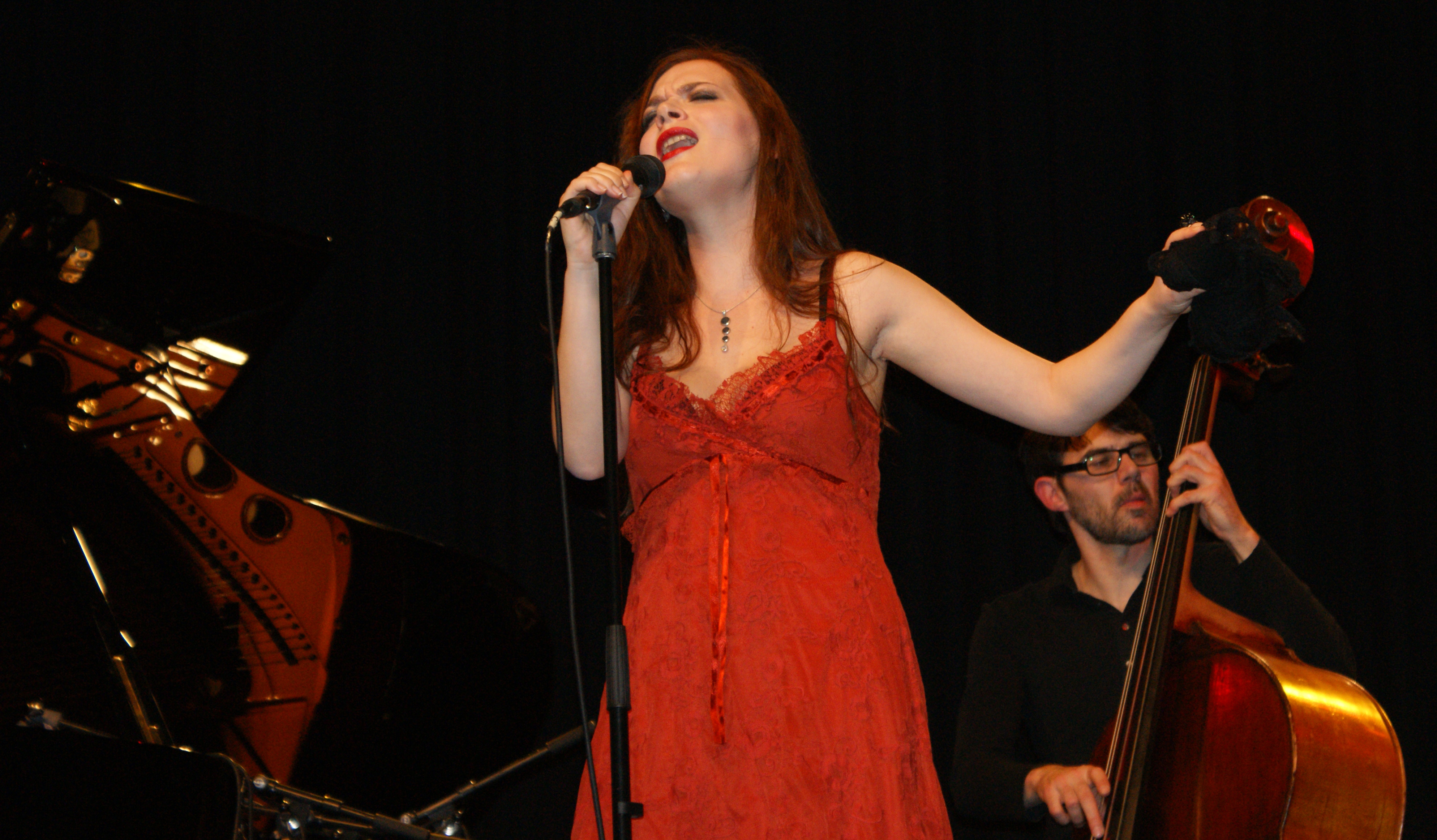
Patrice Moret (im Hintergrund rechts) bei einem Konzert von Elina Duni

Patrice Moret (* 17. Juni 1972 in Aigle VD) ist ein Schweizer Jazzmusiker (Kontrabass).

## Wirken
Patrice Moret ist als Kontrabassist klassisch ausgebildet. Als Sideman arbeitete er seit Ende der 1990er Jahre mit Jérôme Berney, Luca Stoll und Gilbert Paeffgen. Mit dem Trio von Christoph Stiefel entstanden bis 2008 mehrere Alben; ebenso nahm er mit Thierry Lang, mit Gitta Kahle und mit Malcolm Braff auf. Seit 2004 ist er Mitglied des Trios von Colin Vallon. Auch gehört er langjährig zum Quartett von Nicolas Masson und zum Quartett von Elina Duni, mit denen – ebenso wie mit Vallon – diverse Alben für ECM entstanden. Er ist ferner auf Alben von Ann Malcolm, Gitta Kahle, Domenic Landolf, Martin Koller, Tomas Sauter, Sknail, Lisette Spinnler und Gabriel Zufferey zu hören.
Daneben lehrt Moret als Dozent Bass an der Hochschule der Künste Bern.